# Antonio Millo

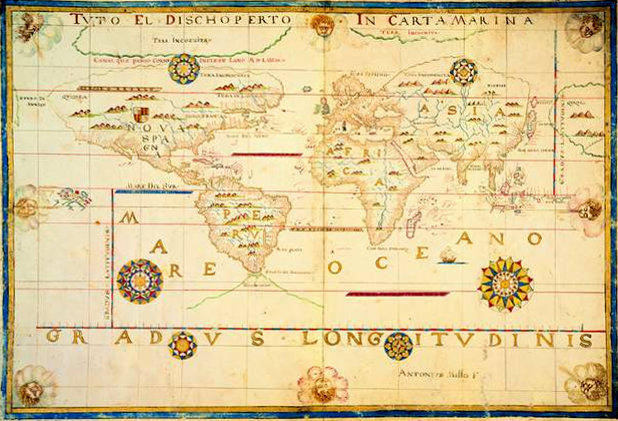
Planisferio realizado por Antonio Millo

Carta portulana del Mediterráneo oriental realizada por Antonio Millo

Antonio Millo, también mencionado como Antonio Milo, activo entre 1557 y 1590, fue un marino y cartógrafo autor de isolarios, cartas portulanas y atlas.
Nació en el siglo XVI en la isla de Milos, en las Cícladas, que en ese momento estaba administrada por la República de Venecia. Vivió parte de su vida en Venecia. Los documentos de la comunidad griega de dicha ciudad mencionan a hombres llamados Antonio de Millo desde 1537.
Se ha sugerido que Millo aprendió el arte de la cartografía del exiliado portugués Diogo Homem, debido a la similitud de sus estilos. Creó numerosos mapas y atlas, principalmente entre 1580 y 1591. Varias de sus obras se conservan en Venecia (en la Biblioteca Marciana di Venezia y el Museo Correr), en Roma (Biblioteca Nazionale Centrale), en Berlín (Staatsbibliothek), en Ulm (Staatsbibliothek), en Londres (British Library) y Varsovia (atlas de 1583 en la Biblioteca Nacional de Polonia).
Además de cartógrafo, fue marino. En un isolario de 1590 se le menciona como "Antonio Millo Armiralgio al Zante".  En otro isolario de 1591 se le menciona como «Antonio Millo Armiralgio in Candia»  y en otro como «Antonius de Melo Cosmographus».  La palabra veneciana armiralgio significa capitán de puerto y no debe confundirse con almirante.  El erudito Johannes Leunclavius conoció a Millo en 1582 en Venecia y lo describió como un anciano griego, nacido en Milos, que fue contratado por un oficial naval para ser su guía.